# Wolf Rock (Queensland)

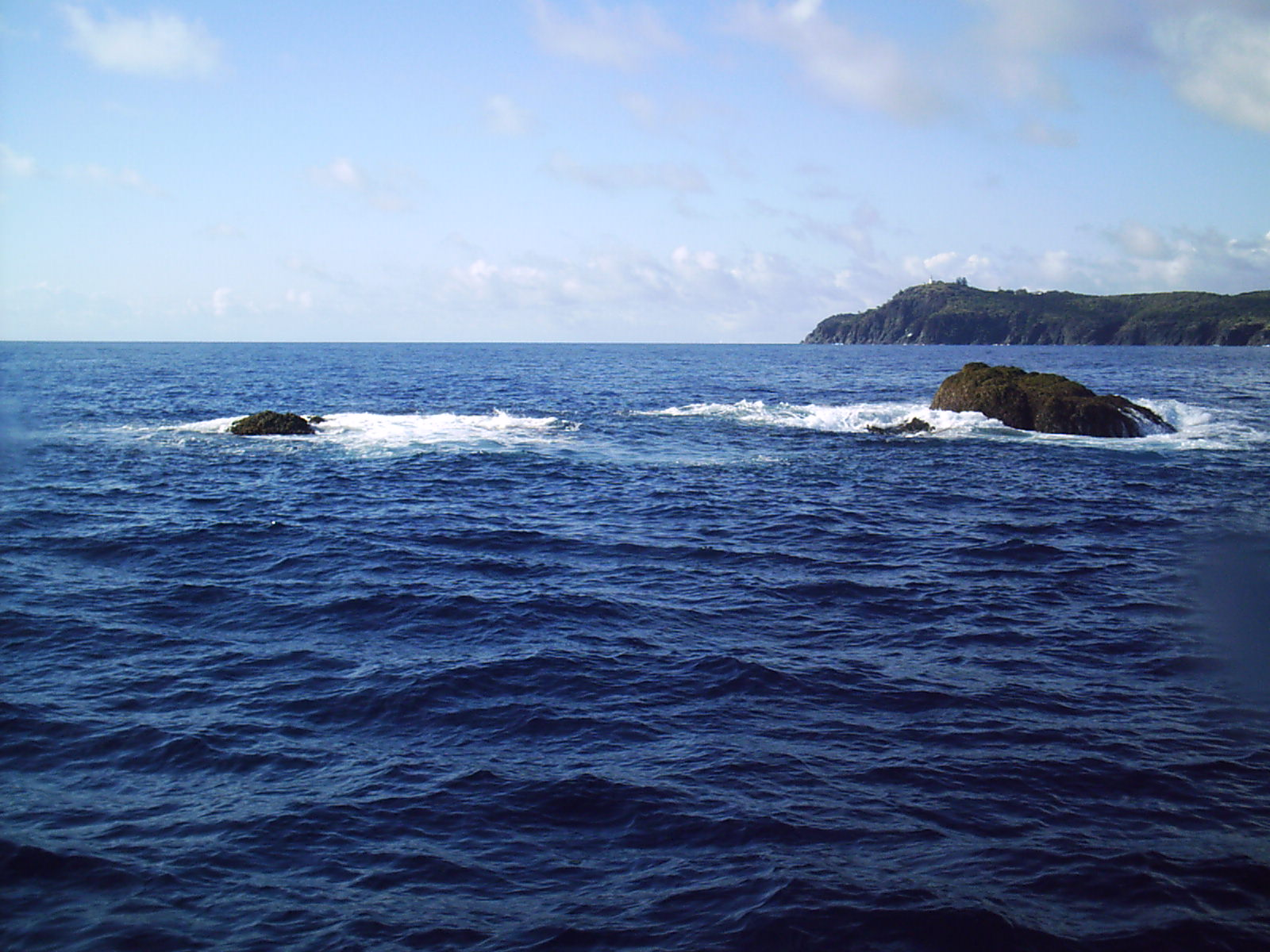
Wolf Rock, met op de achtergrond Double Island Point

Wolf Rock is een groep van vier vulkanische rotsen in de zuidelijke Koraalzee, ongeveer 1,3 km ten noordnoordoosten van Double Island Point in de Australische deelstaat Queensland. De zee rond de rotsen geldt als een populair duikgebied.
Wolf Rock zou genoemd zijn naar een bemanningslid van de Endeavour, het schip waarmee James Cook van 1768 tot 1771 zijn eerste reis naar de Stille Oceaan maakte. Hoewel er inderdaad ene Archibald Wolfe aan boord was, vermeldt Cook in zijn verslag van die reis de rotsen echter niet, noch dat iemand van zijn bemanning ze gezien zou hebben.
Het gebied rond Wolf Rock wordt door de regering van Queensland beschouwd als de belangrijkste habitat van de ernstig bedreigde zandtijgerhaai (Carcharias taurus) in de deelstaat. Sinds 19 december 2003 heeft de locatie een beschermde status en is elke vorm van visserij er geheel verboden. Duiken is echter nog wel toegestaan.